# Anna Clementi

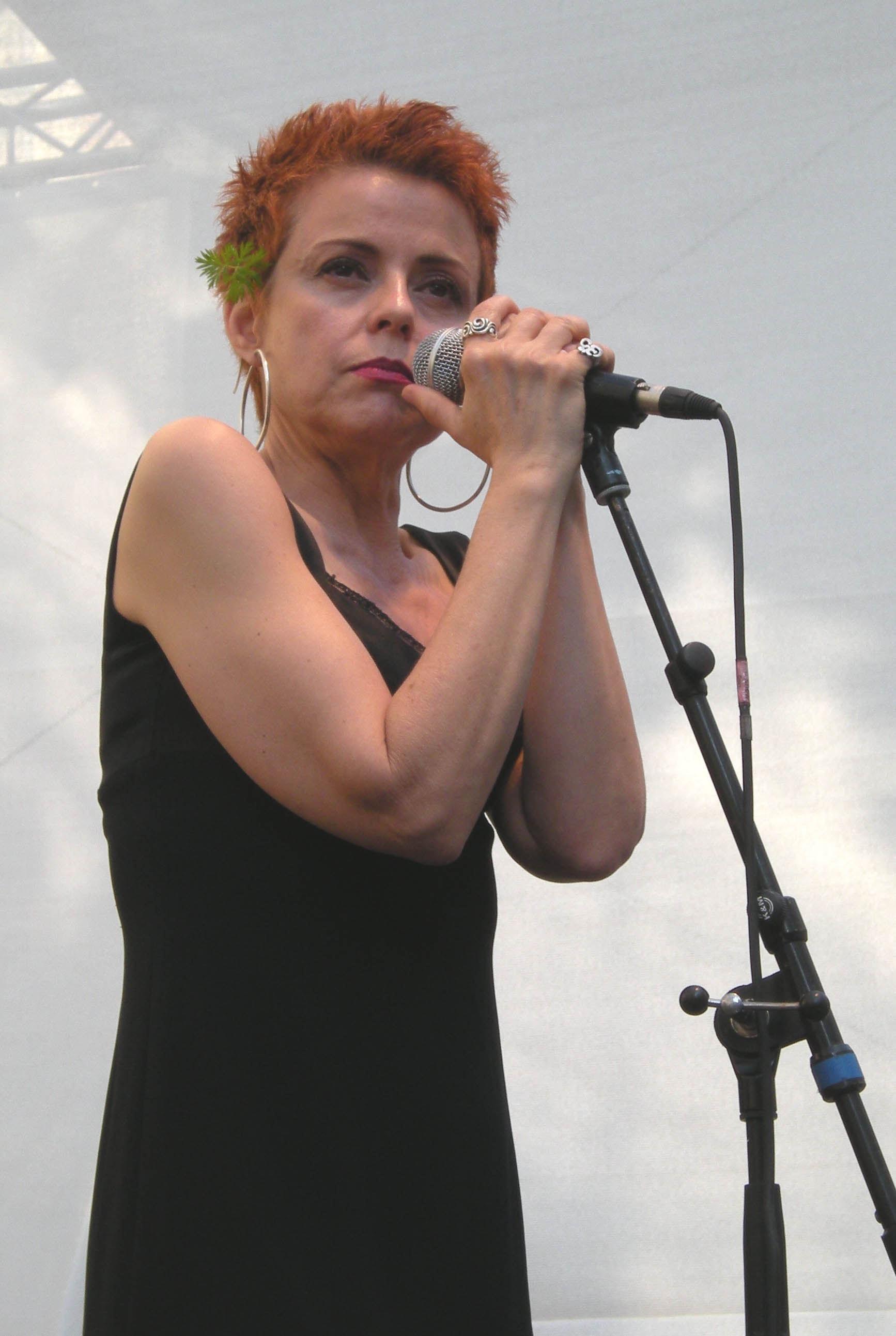
Anna Clementi, Wien 2009.

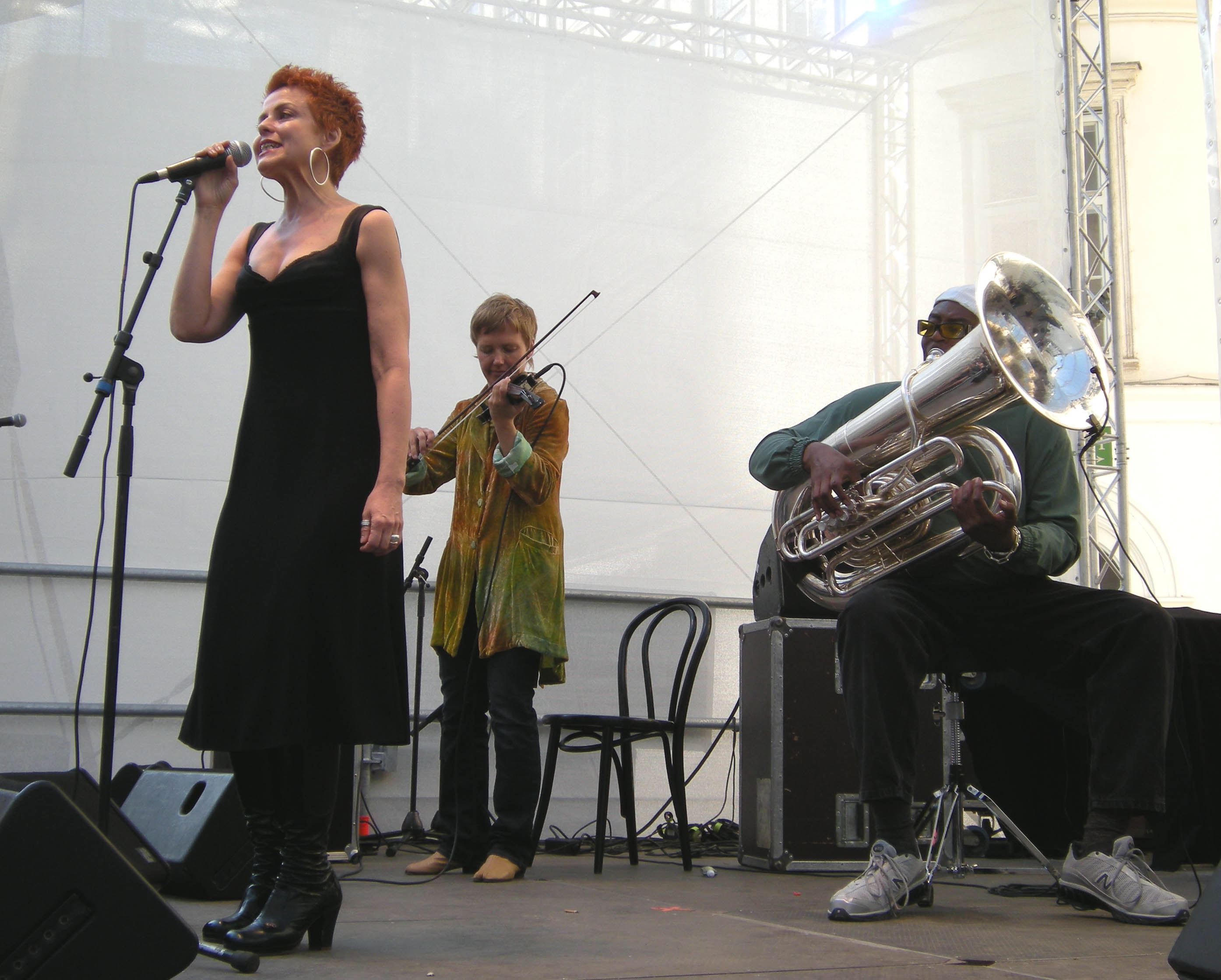
Anna Clementi, Mia Zabelka, Jon Sass; Wien 2009.

Anna Clementi, geboren am 20. Juli 1958 in Lugano (Schweiz), ist eine italienisch-schwedische Sängerin und Schauspielerin.

## Leben und Wirken
Die Tochter des Komponisten Aldo Clementi und der schwedischen Opernsängerin Anna Birgit Ohlin wuchs in Rom auf. Sie studierte am Konservatorium von Perugia Querflöte und besuchte dann am Centro Sperimentale del Teatro in Rom die Schauspielschule. 1985 übersiedelte sie nach Berlin, wo sie an der Hochschule der Künste an Dieter Schnebels Kursen für experimentelle Vokalmusik und experimentelles Musiktheater teilnahm. Sie wurde Mitglied von Schnebels Ensemble Die Maulwerker und studierte zusätzlich bei Kara Johnstad Jazzgesang und bei Mieko Kanesugi Belcanto.
Durch ihre Fähigkeit, Gesang, Sprache, Tanz und Schauspiel zu verbinden, gilt Clementi als bedeutende Interpretin zeitgenössischer Kompositionen und führte insbesondere die Werke von Schnebel und John Cage weltweit auf. Daneben sang sie Uraufführungen von Werken von Laura Bianchini, Giovanni Damiani, Rupert Huber, Olga Neuwirth, Iris ter Schiphorst, Laurie Schwartz, Stepha Schweiger, Daniel Ott, Jürgen Grözinger, Alexander Moosbrugger, Elliott Sharp, Phill Niblock, Michèle Rusconi u. v. a.
1990 gründete sie mit der Sängerin Gisburg das Duo Alliin Gäa. Neben klassischer zeitgenössischer Musik umfasst ihr Repertoire auch Jazz, freie Improvisation, Performance Art, Elektronische Musik und Kabarett. Sie arbeitet im Duo mit Laurie Schwartz 'Divas Desviantes' und ist Mitglied der Ensembles voxnovaitalia und EMP.

## Diskografie
- Love Is A Reason, Album, 2005
- Fräulein Annie, Album, 2012
- An Occasional Man, Single, 2005
- Arnold Schönberg 'Pierrot Lunaire' dir.Andrea Vitello & Ensemble Bios
- Suzuki mit Tosca
- Dehli9 mit Tosca
- Osam mit Tosca
- tre mit The Dining Rooms
- Fluxus&NeoFluxus/Stolen Symphonie

## Filmografie
- 1998: Paperchase in Berlin, short